# Цвикау
Цвикау (њем. Zwickau) је град у њемачкој савезној држави Саксонија. Једно је од 33 општинска средишта округа Цвикау. То је четврти град Саксоније по величини након Лајпцига, Дрездена и Кемница. Са околним градовима Цвикау је део регије „Саксонски троугао“. Најближи већи градови су Кемниц који се налази око 31 километар источно и Гера, око 33 километра северозападно. Посједује регионалну шифру (AGS) 14524330.

## Географски и демографски подаци
Град се налази на надморској висини од 241-444 метра. Површина општине износи 102,5 .

## Становништво
У самом граду је према процјени из 2010. године живјело 94.887 становника. Просјечна густина становништва износи 925 становника/.

## Историја
Већ у 7. веку населили су се Словени у области између река Елбе и Зале, а 10. веку уследило је покрштавање Словена и досељавање германских становника. Име Цвикау потиче од лужичкосрпске речи Świkawa, што по једној теорији потиче од имена словенског бога Сварога, а по другој од речи која значи долина.
Цвикау се први пут помиње 1118. године у повељи бискупа Дитриха I од Наумбурга. У њој се не помиње конкретно насеље, већ група словенских насеобина. Градске привилегије Цвикау је добио 1212. године. Манастир фрањеваца са школом је подигнут 1232, а градско веће је почело да управља градским пословима 1273. године.
Под руководством Георгиуса Агриколе, у Цвикауу је 1519. године основана грчка школа. Наредне године, она се ујединила са латинском школом. Цвикау је постао један од најзначајнијих центара издаваштва у доба Реформације, тако да су га називали и „Тврђава Реформације“.
Од средњег века у Цвикауу се развијало рударство, нарочито експлоатација каменог угља. Последњи рудник је затворен 1970-их.
Најпознатији грађанин Цвикауа, композитор Роберт Шуман, рођен је овде 1810.
Август Хорх је 1904. у Цвикауу основао фабрику аутомобила, која је пет година касније добила име Ауди. Од тог времена, у граду су се непрекидно производили аутомобили. У периоду октобар 1957. до априла 1991. у Цвикауу се склапао Трабант. Данас, фабрика Фолксваген у граду производи моделе голф и пасат.
Током Другог светског рата, Цвикау је остао поштеђен тешких бомбардовања, тако да је историјски центар града очуван.

## Међународна сарадња
| Мјесто           | Држава    | Врста сарадње | Од    |
| ---------------- | --------- | ------------- | ----- |
| Занстад          | Холандија | партнерство   | 1987. |
| Јаблонец на Ниси | Чешка     | партнерство   | 1971. |
| Извор            |           |               |       |